# 코시바 후카
코시바 후카(일본어: 小芝 風花, 1997년 4월 16일 ~ )는 일본의 배우이다.

## 출연 작품
- 두 사람의 캔버스 (2017)
- 천사가 있는 도서관 (2017)
- 하야코 선생님, 결혼한다니 정말인가요? (2016)
- 걸스 스텝 (2015)
- 세컨드 러브 (2015)
- 마녀 배달부 키키 (2014)